# Nalo Hopkinson
Nalo Hopkinson (Giamaica, 20 dicembre 1960) è un'autrice di fantascienza giamaicana.
Ha inoltre pubblicato anche opere fantasy e horror.

## Biografia
Ha conseguito un Masters of Arts alla Seton Hill University dove ha avuto come professore lo scrittore di fantascienza James Morrow. Vive in Canada. 
Nel 1999 ha vinto il Premio John Wood Campbell per il miglior nuovo scrittore, mentre nel 2021 è stata insignita del Premio Grand Master.

## Opere

### Romanzi
- Brown Girl in the Ring (1998)
- Il pianeta di mezzanotte (Midnight Robber, 2000), Milano, Arnoldo Mondadori Editore, Urania 1452, 3 nov 2002
- Whispers from the Cotton Tree Root: Caribbean Fabulist Fiction (2000, ed.)
- Skin Folk (2001)
- Mojo: Conjure Stories (2003, ed.)
- The Salt Roads (2003)
- So Long Been Dreaming (2004, ed.)
- The New Moon's Arms (2007)